# Michael Kojo Essien
Michael Essien és un exfutbolista professional ghanès, nascut a Accra el 3 de desembre del 1982.

## Carrera esportiva
Procedent de les categories inferiors del Liberty FC Accra i descobert en el Campionat del món júnior pel Manchester United FC, signa finalment pel SC Bastia, seguint els consells de Fabien Piveteau. Va jugar 3 anys al SC Bastia, demostrant una gran qualitat futbolística als ulls de tothom. Tot i que va estar a punt de marxar en el mercat d'hivern del 2003, es queda finalment 6 mesos més, abans d'anar al seu primer club europeu continental, l'Olympique de Lió, campió de França, per una suma d'11,75 milions d'euros.
Hi jugà dues temporades on es revelà a nivell europeu. Afalagat pel Chelsea FC, Jean-Michel Aulas demanà 50 milions d'euros d'indemnització així com la vinguda de Tiago per alliberar el seu jugador. Finalment, Michael Essien deixa oficialment el 16 d'agost de 2005 l'equip de Lió per incorporar-se a l'efectiu de Chelsea amb una durada de cinc anys i per a un preu rècord de 38 milions d'euros. Suma ingressada pel Chelsea a l'Olympique de Lió al títol de les indemnitzacions de transferència i que representa el pressupost total d'alguns equips de la lliga francesa.
El 31 d'agost de 2012 el Reial Madrid tancà una operació per obtenir la cessió d'Essien, que implicava la marxa de Lass Diarra a l'Anzhi rus.

## Clubs
- 1998-2000 : Kadji Sports Academy (Ghana)
- 2000-2003 : SC Bastia (França)
- 2003-2005 : Olympique de Lió (França)
- 2005-2012 : Chelsea FC (Anglaterra)

## Palmarès
- SC Bastia
- Finalista de la Copa francesa (2002)
- Olympique de Lió
- Guanyador de la Ligue 1 (2004, 2005)
- Jugador de l'any a França (2005)[6]
- Chelsea FC
- Guanyador de la FA Premier League (2006, 2010)
- Finalista de la FA Premier League (2007, 2008)
- Guanyador de la FA Cup (2007, 2009)
- Finalista de la FA Community Shield (2006, 2007)
- Guanyador de la Carling Cup (2007)
- Finalista de la Carling Cup (2008)
- Guanyador de la Lliga de Campions: 2011-12
- Finalista de la Lliga de Campions (2008)
- Guanyador de la Community Shield (2009)
- Jugador de l'any al Chelsea FC (2007)[7]